# Johannes de Deo (heilige)
Johannes de Deo (João de Deus; Évora, 8 maart 1495 – Granada, 8 maart 1550) is een Portugese heilige. Hij liep op zijn achtste jaar van huis weg en zag zijn ouders nooit weer. Vervolgens was hij herder, slavenopzichter, militair en rentmeester. Hij was een man van de wereld en niet erg gelovig. Na een periode van krankzinnigheid bekeerde hij zich in 1539 na het horen van een preek van de heilige Johannes van Ávila.
Hij vestigde zich in Granada. Daar wist hij voldoende geld bijeen te brengen om een gasthuis voor psychisch gestoorden en andere behoeftigen in te richten. Om de zieken te verplegen stichtte hij de Broeders van Barmhartigheid, later bekend geworden als de Hospitaalbroeders van Sint-Johannes de Deo.
Hij had visioenen en een innig contact met God en de heiligen. Toen hij eens een bijzonder onsmakelijk ogende bedelaar de voeten waste, herkende hij in deze de trekken van Christus. Hij ontving nooit de stigmata, maar wel de doornenkroon uit handen van de heilige maagd. 
Hij stierf aan de gevolgen van een ernstige verkoudheid.  Die had hij opgelopen toen hij een jongetje was nagesprongen dat in de snelstromende rivier Genil was gevallen en dreigde te verdrinken.
Zijn relieken bevinden zich in de kerk van het door hem gestichte ziekenhuis in Granada, de Iglesia de San Juan de Dios en in het nabijgelegen Archivo San Juan de Dios in het prachtige huis van de familie Pisa. 
Johannes de Deo werd heilig verklaard in 1690.
Zijn feestdag wordt gevierd op 8 maart.
Een aantal ziekenhuizen is naar hem vernoemd. Zie de doorverwijspagina Johannes de Deo.

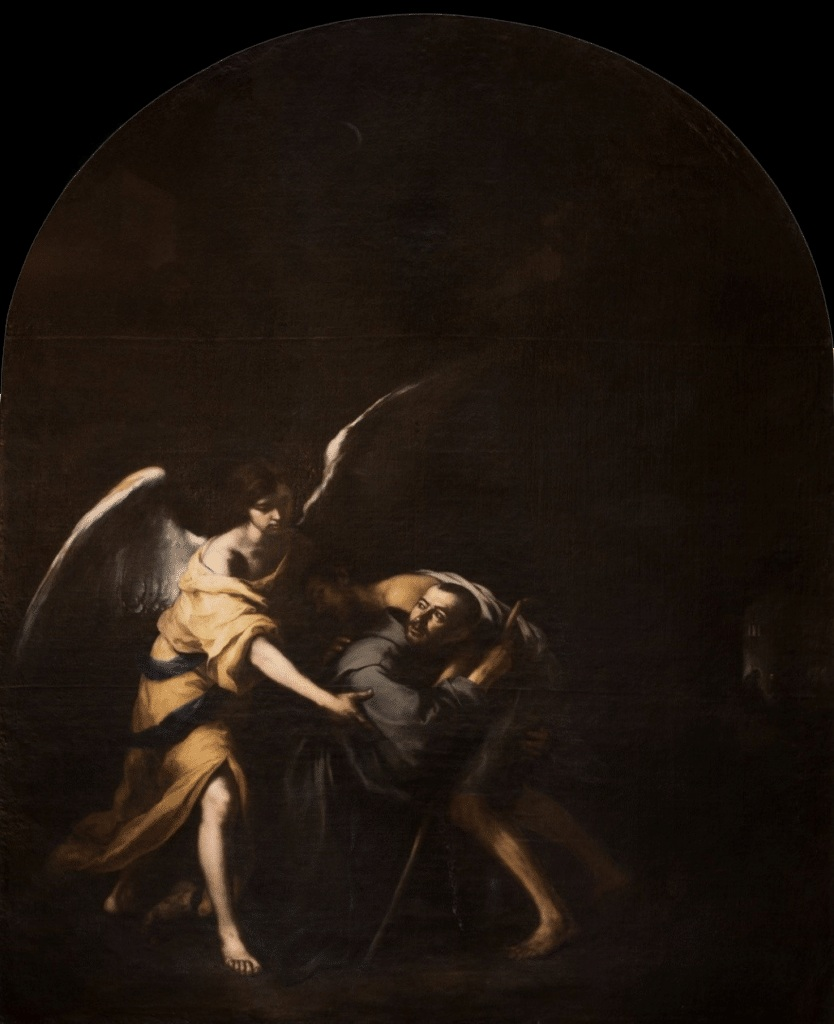
Johannes de Deo, schilderij door Murillo